# Phrenology
Phrenology – piąty album studyjny amerykańskiej grupy hip-hopowej The Roots, wydany w listopadzie 2002 roku. Tytuł albumu i jego okładka mają swoje źródło w pseudonauce zwanej frenologią.
Pierwszy singiel, "Break You Off", miał być w zamierzeniu The Roots nagrany we współpracy z Musiq Soulchildem, która jednak została pierwotnie zablokowana przez jego wytwórnię Def Jam. Po również nieudanych próbach zastąpienia go m.in. Alicią Keys, Bilalem i Jill Scott, Musiq zaśpiewał ostatecznie hook do "Break You Off".

## Lista utworów
| 1.  | "Phrentrow"                                 | 0:18    |
|     |                                             |         |
| 2.  | "Rock You"                                  | 3:12    |
|     |                                             |         |
| 3.  | "!!!!!!!"                                   | 0:24    |
|     |                                             |         |
| 4.  | "Sacrifice"                                 | 4:44    |
|     |                                             |         |
| 5.  | "Rolling with Heat"                         | 3:42    |
|     |                                             |         |
| 6.  | "WAOK (Ay) Rollcall"                        | 1:00    |
|     |                                             |         |
| 7.  | "Thought @ Work"                            | 4:58    |
|     |                                             |         |
| 8.  | "The Seed (2.0)"                            | 4:27    |
|     |                                             |         |
| 9.  | "Break You Off"                             | 7:27    |
|     |                                             |         |
| 10. | "Water"                                     | 10:24   |
|     |                                             |         |
| 11. | "Quills"                                    | 4:22    |
|     |                                             |         |
| 12. | "Pussy Galore"                              | 4:29    |
|     |                                             |         |
| 13. | "Complexity"                                | 4:47    |
|     |                                             |         |
| 14. | "Something in the Way of Things (In Town)"  | 7:16    |
|     |                                             |         |
| 15. | (ukryty utwór) "Rhymes and Ammo / Thirsty!" | 8:00    |
|     |                                             |         |
|     |                                             | 1:09:30 |
|     |                                             |         |

## Muzycy
- Black Thought - rap
- Questlove - perkusja
- Kamal Gray - instrumenty klawiszowe
- Leonard "Hub" Hubbard - gitara basowa
- Ben Kenney - gitara
- Scratch - beatbox
- Rahzel - beatbox
- Ursula Rucker - głos ("Phrentrow", "WAOK (Ay) Rollcall")
- Sarah Chun - wiolonczela ("Phrentrow", "Break You Off")
- Nuah Vi - wiolonczela ("Phrentrow", "Break You Off")
- Ken Golder - wiolonczela ("Phrentrow", "Break You Off")
- Michelle Golder - wiolonczela ("Phrentrow", "Break You Off")
- Omar Edwards - harfa ("Phrentrow", "Break You Off", "Complexity")
- Nelly Furtado - głos ("Sacrifice")
- Kamiah Gray - Fender Rhodes ("Sacrifice")
- Talib Kweli - rap ("Rolling with Heat")
- Dice Raw - rap ("Rolling with Heat")
- Freddie Knuckles - perkusjonalia ("Rolling with Heat", "WAOK (Ay) Rollcall", "Break You Off", "Water", "Quills", "Complexity")
- Cody ChesnuTT - gitara, głos ("The Seed (2.0)")
- James Poyser - smyczki ("Break You Off"), syntezator Mooga ("Water")
- Musiq Soulchild - głos ("Break You Off")
- James Blood Ulmer - gitara ("Water")james blood
- Jeff Lee Johnson - gitara ("Water")
- James Gray - theremin ("Water")
- Hope Wilson - krzyk ("Water")
- Tracey Moore - głos ("Quills", "Pussy Galore")
- Jill Scott - głos ("Complexity")
- Amiri Baraka - głos ("Something in the Way of Things (in Town)")